# (29855) 1999 FN27
A (29855) 1999 FN27 a Naprendszer kisbolygóövében található aszteroida. A LINEAR projekt keretében fedezték fel 1999. március 19-én.